# 6. Panzer-Division

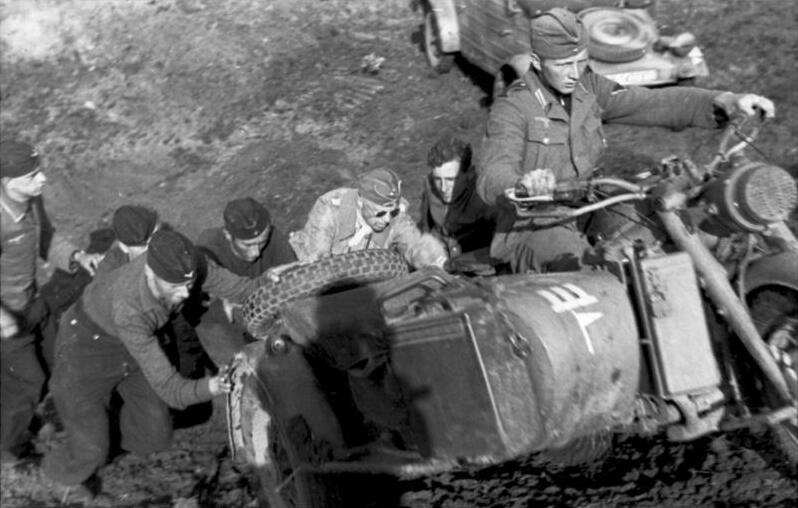
Soldater ur 6. Panzer-Division kämpar med en motorcykel i leran på östfronten.

6. Panzer-Division var en pansardivision i den tyska armén under andra världskriget. Den sattes upp i Wuppertal genom att 1. Leichte Division omorganiserades till pansardivision efter erfarenheterna från invasionen av Polen.
Divisionen deltog i kampanjen i väster innan den i juli 1940 överfördes till Ostpreussen och sattes in i anfallet på Sovjetunionen på den norra delen av fronten. Divisionen överfördes i oktober 1940 till den centrala sektorn där den drabbades av svåra förluster.
I maj 1942 sändes divisionen till Frankrike för återrustning. I december återkom divisionen till ostfronten och deltog i de misslyckade försöken att undsätta de i Stalingrad inringade trupperna. Den deltog senare i striderna vid Charkiv och Kursk och drabbades av svåra förluster i samband med reträtten genom Ukraina.
Divisionen återrustades och sändes till den centrala sektorn där den blev kvar till december 1944 då den transporterades till Ungern för att delta i försvaret av Budapest. Divisionen retirerade till Österrike i mars 1945 och till sist vid Brno kapitulerade till Röda armen.

## Slag

### Kursk
Deltog som en del av III. Panzerkorps i angreppet på den södra sidan av Kurskfickan.

## Befälhavare[1]
- Generalleutnant Werner Kempf (18 okt 1939 - 6 jan 1941)
- Generalleutnant Franz Landgraf (6 jan 1941 - ? juni 1941)
- Generalmajor Wilhelm von Thoma (? juni 1941 - 15 sept 1941)
- Generalmajor Franz Landgraf (15 sept 1941 - 1 apr 1942)
- Generalleutnant Erhard Raus (1 apr 1942 - 7 feb 1943)
- Generalmajor Walther von Hünersdorff (7 feb 1943 - 16 juli 1943) (KIA) (1)
- Generalmajor Wilhelm Crisolli (16 juli 1943 - 21 aug 1943)
- Generalmajor Rudolf von Waldenfels (21 aug 1943 - 8 feb 1944)
- Oberst Werner Marcks (8 feb 1944 - 21 feb 1944)
- Generalmajor Rudolf von Waldenfels (21 feb 1944 - 13 mar 1944)
- Oberst Walter Denkert (13 mar 1944 - 28 mar 1944)
- Generalleutnant Rudolf von Waldenfels (28 mar 1944 - 23 nov 1944)
- Oberst Friedrich-Wilhelm Jürgens (23 nov 1944 - 20 jan 1945)
- Generalleutnant Rudolf von Waldenfels (20 jan 1945 - 8 maj 1945)

## Organisation
Divisionens struktur 1943
- Stab
- 11. Panzer-Regiment
- 4. Panzergrenadier-Regiment
  - Panzergrenadier-Bataillon I
  - Panzergrenadier-Bataillon II
- 114. Panzergrenadier Regiment
  - Panzergrenadier-Bataillon I
  - Panzergrenadier-Bataillon II
- 6. Panzer-Aufklärungs-Abteilung Spaningsbataljon
- 76. Panzer-Artillerie-Regiment
- 41. Panzerjäger-Abteilung Pansarvärnsbataljon
- 298. Heeres-Flak-Artillerie-Abteilung Luftvärnsbataljon
- 57. Panzer-Pionier-Bataillon Pionjärbataljon
- 82. Panzer-Nachrichten-Abteilung Signalbataljon